# Arroyo Tabay
El arroyo Tabay es un curso de agua de la Provincia de Misiones, Argentina que desagua en el río Paraná.
Nace en las sierras de Campo Viera (Departamento Oberá) y se extiende a través de los municipios de Jardín América y Puerto Leoni (Departamento San Ignacio). 
Junto a sus afluentes totaliza 192 kilómetros de cursos de agua antes de desembocar en el río Paraná. La cuenca abarca una superficie total de 37.563 hectáreas.

## Galería

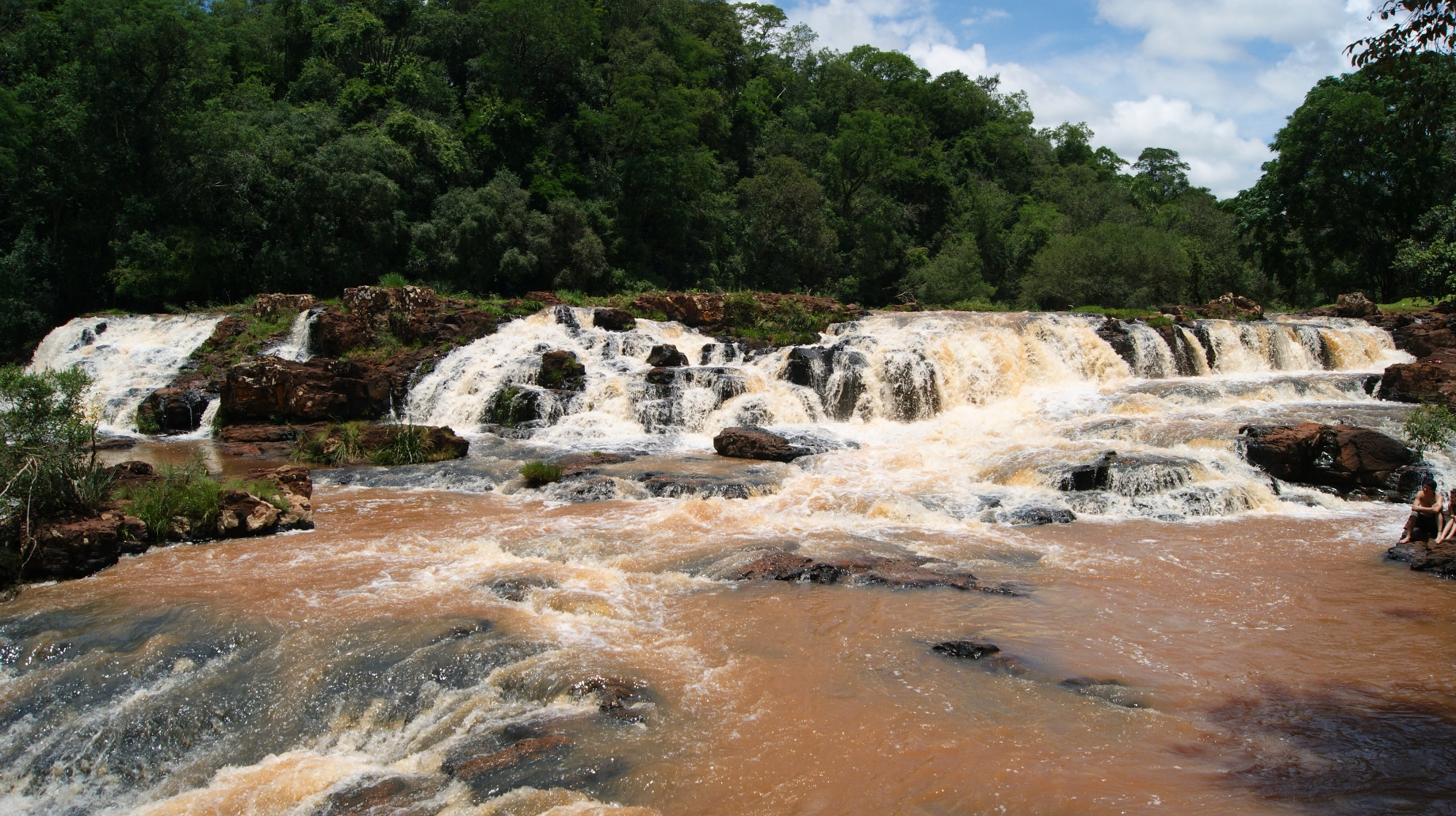
Saltos del Tabay Jardín América
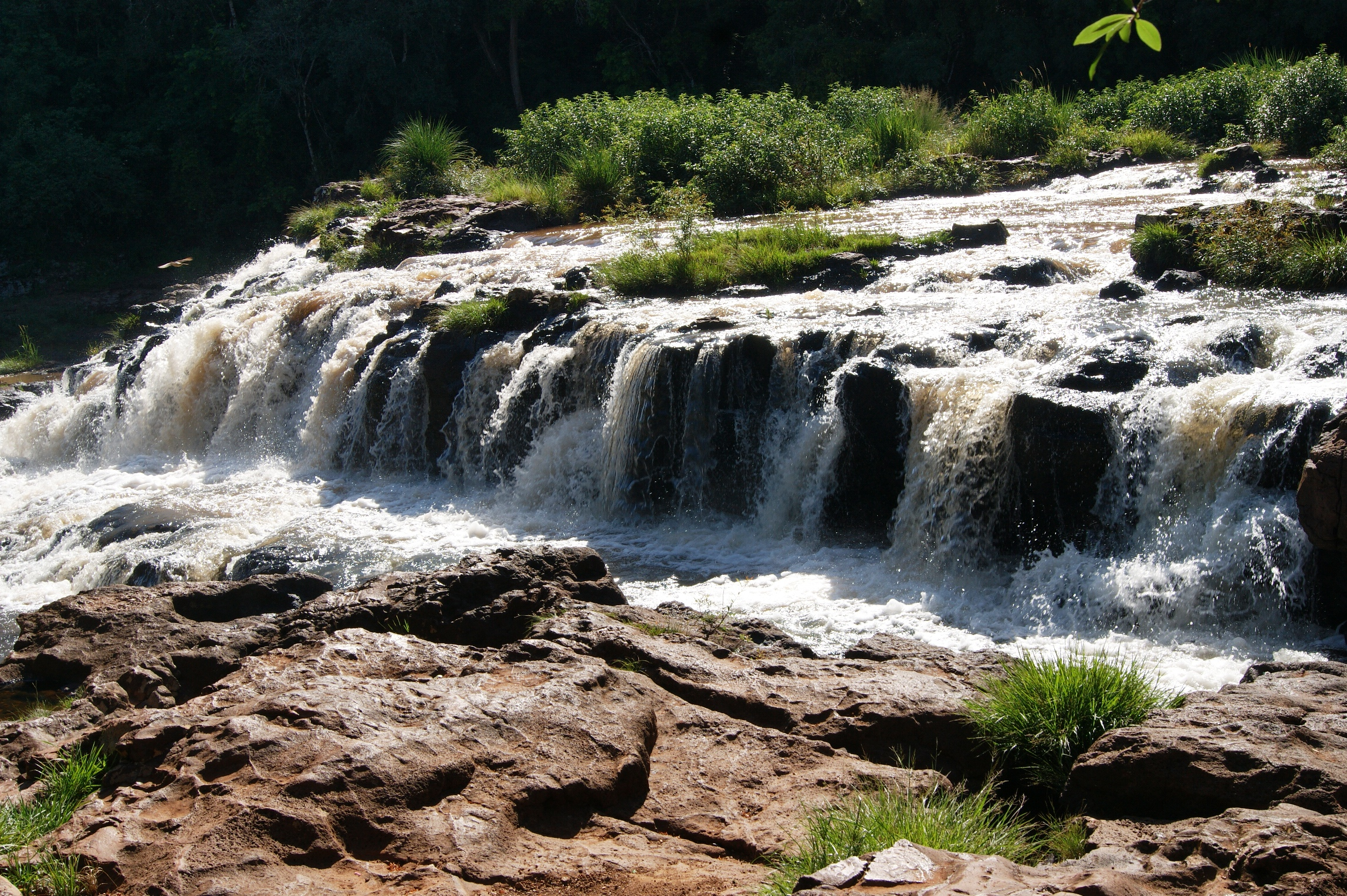
Arroyo Tabay Puerto Leoni
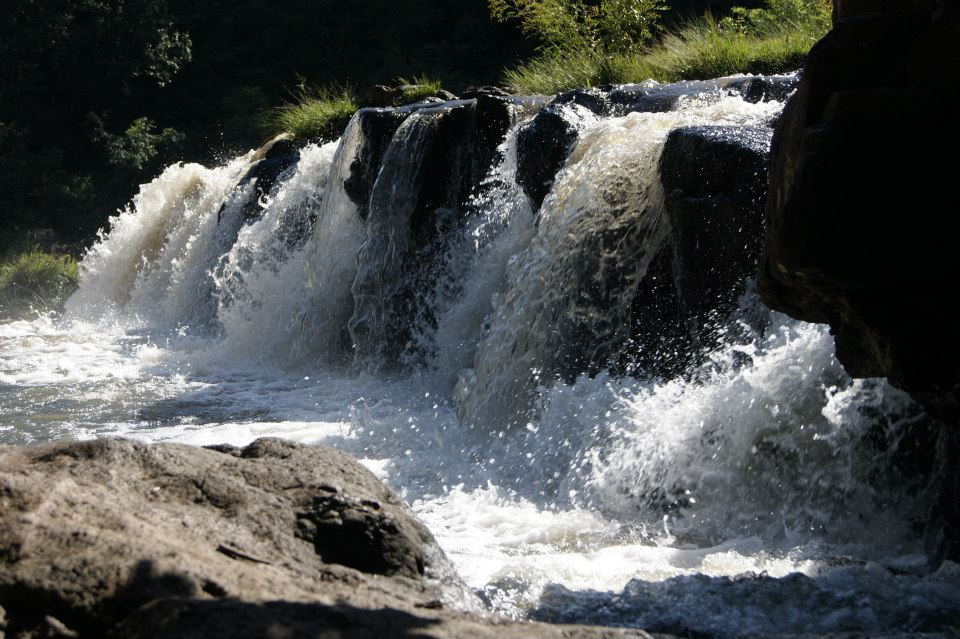
Arroyo Tabay Campo Viera
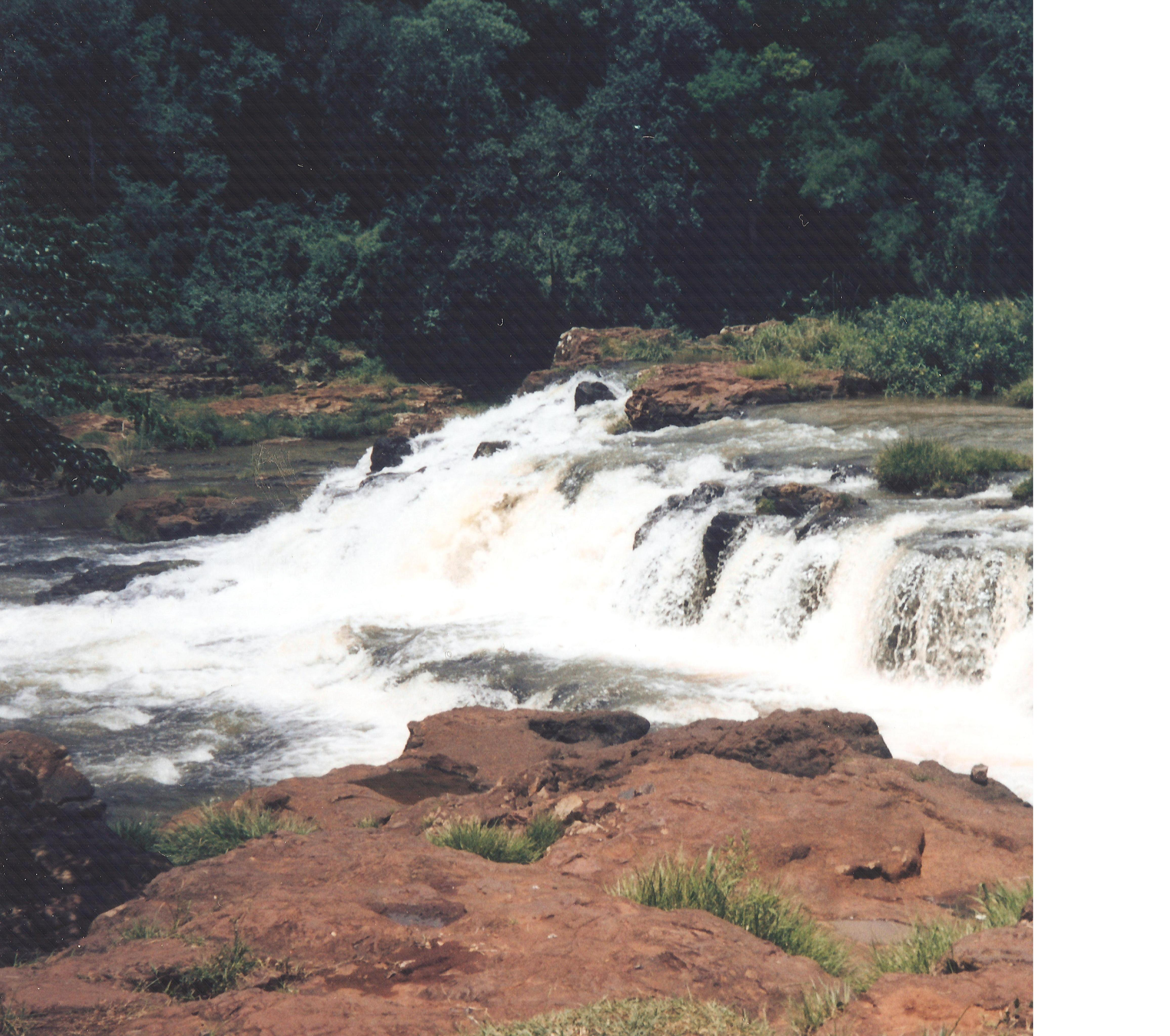
Saltos del Tabay Jardín América

## Turismo
El principal atractivo de este curso de agua resulta ser los Saltos del Tabay (pronúnciase Tabaí) -también conocido como Salto Tabay- que son un conjunto de cascadas sobre el arroyo Tabay ubicada a pocos kilómetros de su desembocadura sobre el río Paraná, en el municipio de Jardín América, provincia de Misiones, Argentina. 
Los Saltos del Tabay tienen una cascada de 10 metros de altura sobre el arroyo homónimo, único por su original cualidad de hidromasaje. En rigor, se trata de un conjunto de tres saltos contiguos que desembocan en un cañadón cerrado, donde se forma una pequeña pileta natural. 
Este tradicional punto turístico de la provincia, inserto en el Parque Municipal de los Saltos del Tabay, cuenta con una apropiada infraestructura para la recepción de viajeros, lugar donde se lleva a cabo el popular Festival del Turista en el mes de enero. 
También existe un importante balneario sobre el mismo arroyo, poco antes de la caída de agua, donde es posible practicar actividades como tirolesa, senderismo y mountain bike.

## Comité de la Cuenca Hidrográfica del Arroyo Tabay
Existe el Comité de la Cuenca Hidrográfica del Arroyo Tabay que se encarga de la concreción de varios proyectos que apuntan a recuperar los terrenos degradados y fortalecer y optimizar el trabajo de los productores que viven en la zona ofreciendo asistencia técnica y económica.
El INTA Argentina, uno de los integrantes del comité, avanzó desde el 2012 en la concreción de proyectos para productores del municipio de Campo Viera (donde comienza la cuenca del Tabay) y proyectos para productores de las cuencas de los arroyos Tuna y Tigre, los barrios Las 500, Sol de Mayo y Oasis de Jardín América.
Financiado por el Banco Mundial, cada productor recibió fondos que fueron destinados, según sus necesidades, a nuevos potreros, cercado de vertientes y humedales, desarrollo de sistemas silvopastoriles, instalación de bebederos para animales y construcción de chiqueros y de pasos para ganado.
Los trabajos comenzaron a ejecutarse en diciembre de 2012 y contaron con el asesoramiento técnico del ingeniero Miguel Correa, del INTA, quien colaboró para lograr que los beneficiarios de esta financiación refuercen el vínculo producción-preservación del ambiente.
Además de los recursos mencionados, desde la Secretaría de Agricultura Familiar de la Nación aprobaron proyectos que beneficiaron a pequeños emprendimientos productivos, entre ellos algunas huertas de Oasis, Colonia Flora y la zona del futuro parque industrial de Jardín América. 
Los productores involucrados son beneficiados con estos programas de pago por servicios ambientales luego de asumir la responsabilidad de desarrollar actividades productivas sustentables.
Los integrantes del comité continúan en la actualidad reponiendo especies nativas en diferentes espacios, entre ellos las márgenes del arroyo Tulipán y el humedal de la calle Nahuel Huapi. También entregaron cien plantines a Asuntos Barriales de Jardín América para que sean distribuidos en la zona urbana, totalizando la implantación de 300 unidades en esta campaña de reposición.

## Arroyo declarado de interés municipal
El 12 de noviembre de 2012, el Concejo Deliberante de Jardín América decidió reconocer el trabajo del Comité de la Cuenca del Tabay declarando a todas las actividades de interés municipal por salvar todos los recursos del arroyo Tabay en la Provincia de Misiones.
Entre los fundamentos que avalaron esta determinación se destaca: 

el creciente compromiso y la valiosa tarea desarrollada por el Comité de la Cuenca del Tabay den la preservación y restauración de este recurso.

Además, desde ese cuerpo deliberativo destacaron que: 

es indispensable seguir acompañando las actividades que emprendan en el comité, ya que la situación límite a la que llegó el arroyo Tabay nos da la pauta de que debemos intensificar el trabajo de campo y la tarea de concientización para lograr una adecuada conservación de los afluentes.